# 총몽 (1993년 영화)
《총몽》(銃夢, Gunnm)는 1993에 개봉된 영화이다.